# Hida Shūzan
Hida Shūzan (japanisch 飛田 周山; geboren 26. Februar 1877 im Landkreis Taga (Präfektur Ibaraki); gestorben 22. November 1945) war ein japanischer Maler der Nihonga-Richtung.

## Leben und Werk
Hida Shūzan begann im Alter von 20 Jahren unter Anleitung von Kubota Beisen (1852–1906) zu malen. Danach bildete er sich unter Takeuchi Seihō weiter. Anschließend besuchte er die Kunstschule der Künstlergemeinschaft Nihon Bijutsuin, wo Hashimoto Gahō sein Lehrer war. Ab 1906 fertigte er auf Veranlassung des Kultusministeriums Zeichnungen für die staatlichen Schulbüchern an. Diese Tätigkeit beendete er 1936. 
Auf der 6. „Bunten“-Ausstellung 1912 wurde sein Bild „Ten’nyo no maki“ (天女の巻) – „Umhang eines Engels“, auf der 9. Bunten das Bild „Hoshiai no sora“ (星合のそら) –„Sternenhimmel“ mit einem Preis ausgezeichnet. Er stellte dann regelmäßig weiter aus und wurde zweimal ausgezeichnet. 1920 wurde auf der nun kurz „Teiten“ genannten Ausstellungsreihe sein Bild „Monju Bosatau“ (文殊菩薩) – „Manjushri“ angenommen. Ab da konnte er juryfrei ausstellen. Ab der 4. „Teiten“ wirkte Hida als Mitglied der Jury und setzte diese Tätigkeit auch für die „Shin-Bunten“ fort. Daneben zeigte er sie Bilder auch auf der Ausstellungsreihe des Nihonga-in (日本画院).
1929 besuchte Hida China. 1931 war er auf der Ausstellung japanische Malerei in Berlin zu sehen. 1935 wurde er Mitglied der Kaiserlichen Akademie der bildenden Künste, 1943 Juror für Koreanisch Kunst (朝鮮美術審査員, Chōsen bjutsu shingiin). – Zu Beginn des Pazifikkriegs malte er eine Reihe von Kriegsbildern.

## Bilder

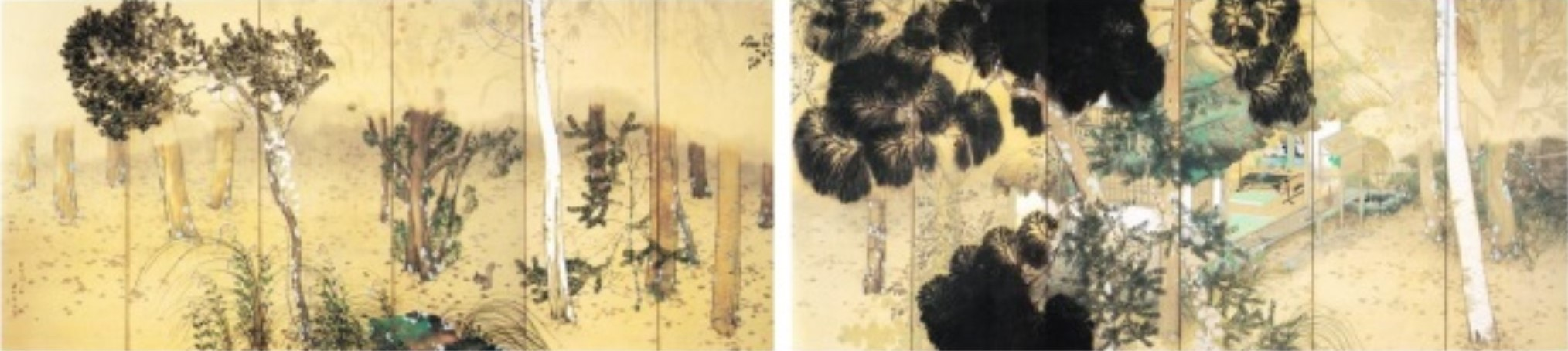
Herbst
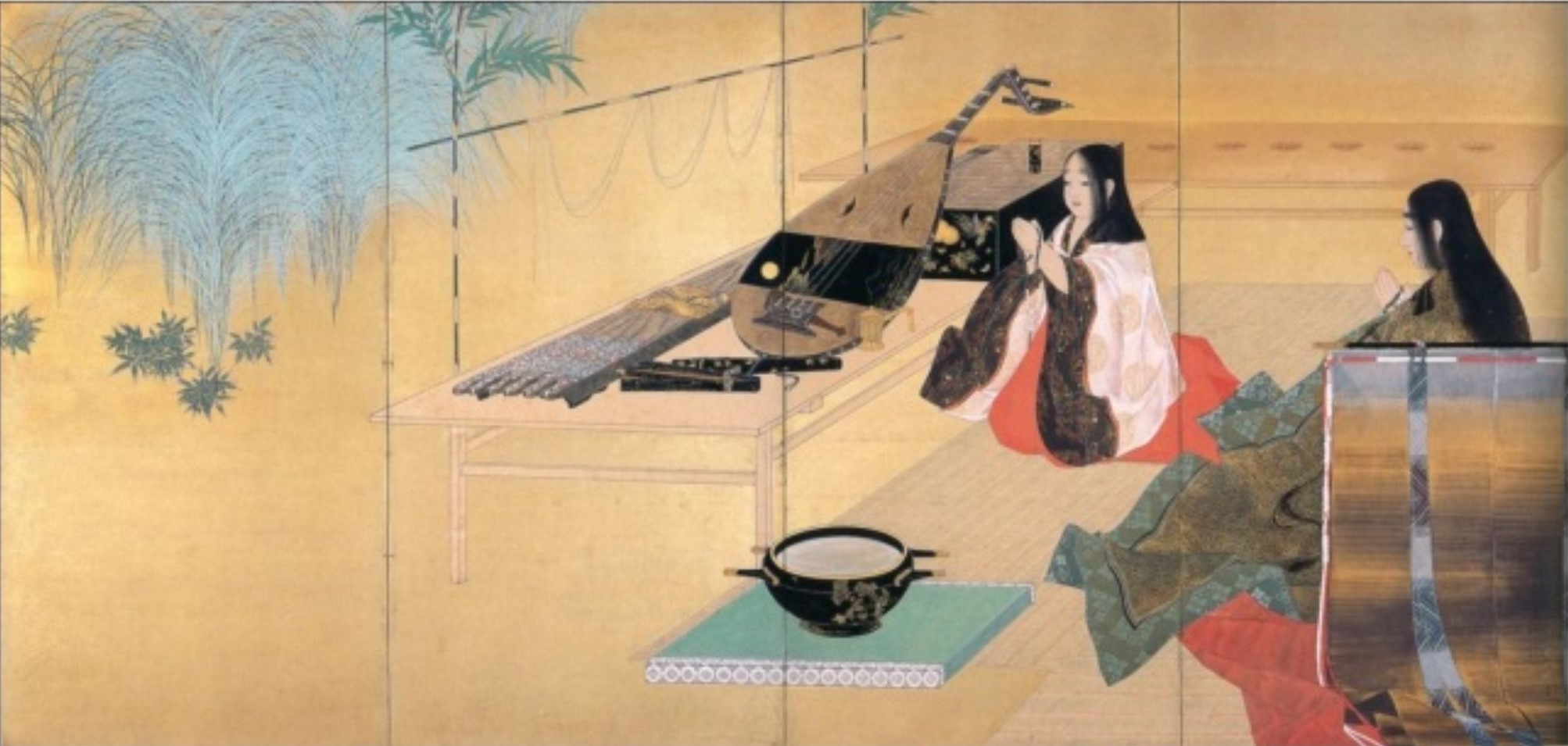
Sternenhimmel
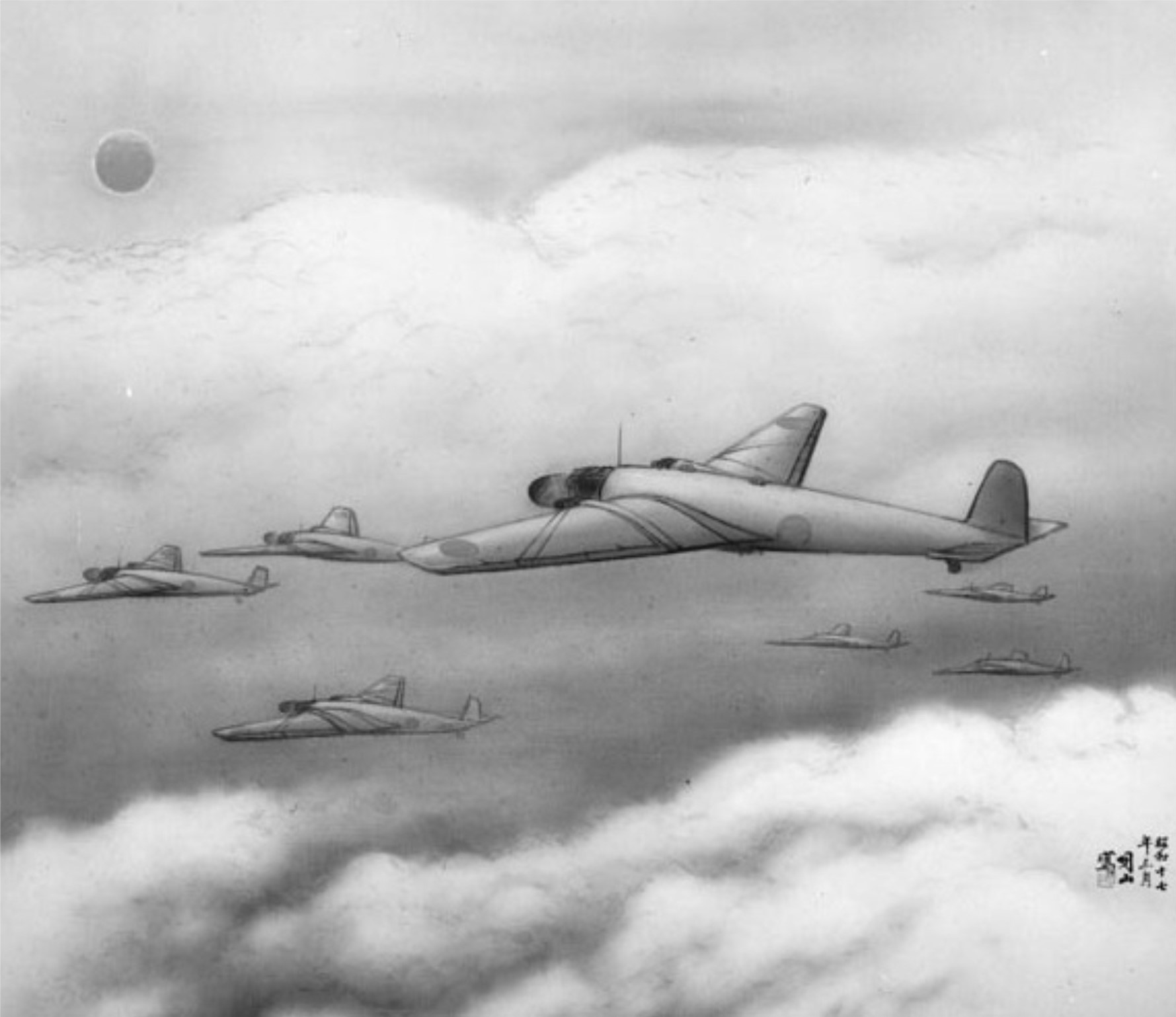
Ruhm
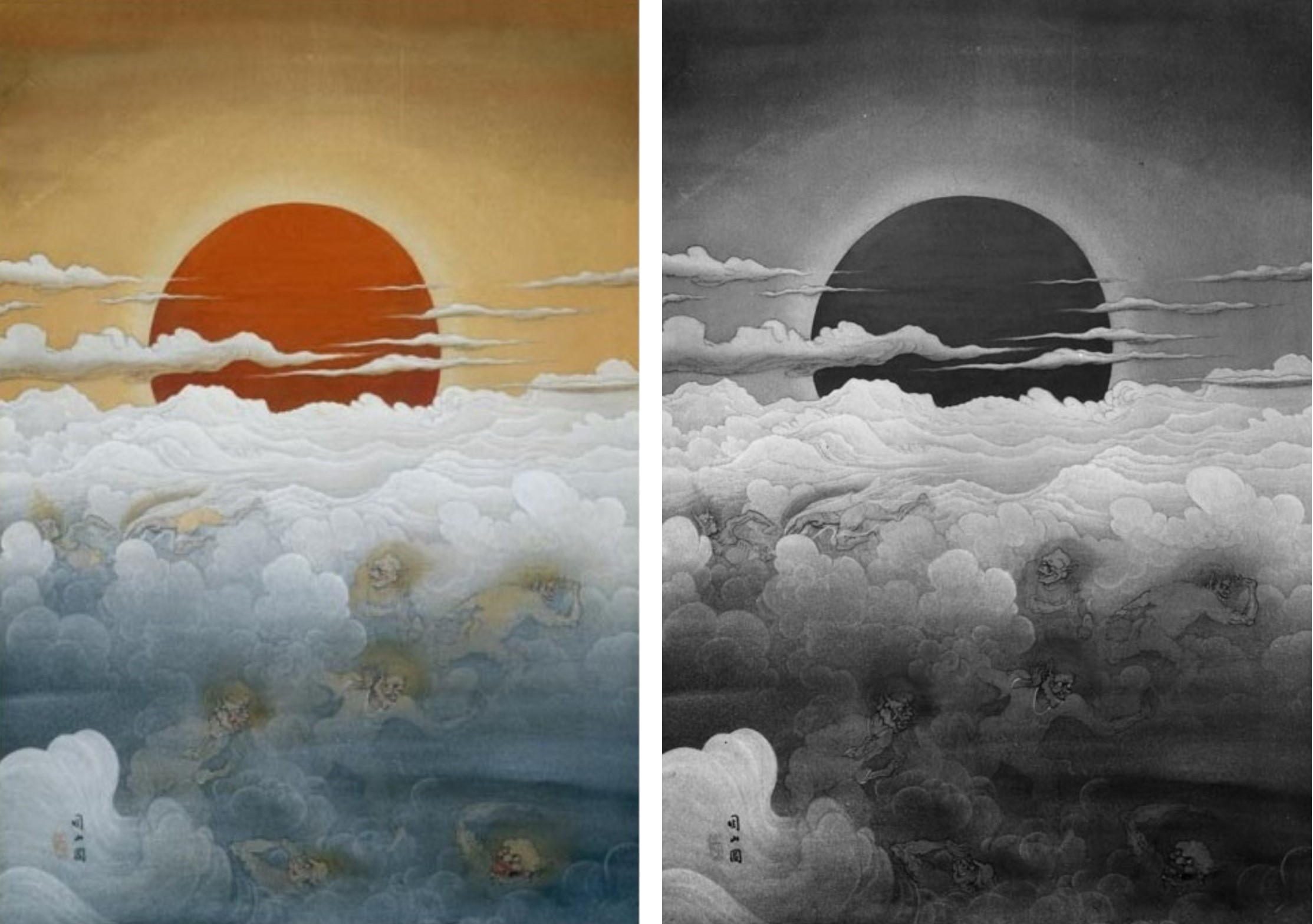
Rückzug der Teufel in der Morgensonne

## Übersicht einiger Bilder
| Jahr | Ausstellung            | Bild J                | Bild K       | Bild                                 | Auszeichnung      |
| ---- | ---------------------- | --------------------- | ------------ | ------------------------------------ | ----------------- |
| 1907 | 1. „Bunten“            | „Ima“                 | 維摩         | „Vimalakirti“ Buddhistische Gottheit |                   |
| 1912 | 6. „Bunten“            | „Tenjō no maki“       | 天女の巻     | „Umhang eines Engels“                | ausgezeichnet     |
| 1915 | 9. „Bunten“            | „Hoshiai no sora“     | 星合のそら   | „Sternenhimmel“                      | ausgezeichnet     |
| 1916 | 10. „Bunten“           | „Watatsumi no miya“   | わたつみの宮 | „Palast des Watatsumi“               |                   |
| 1917 | 11. „Bunten“           | „Yūkyo no aki“        | 幽居の秋     | „Einsiedelei im Herbst“              | besondere Auswahl |
| 1918 | 12. „Bunten“           | „Kunrun no senkutsu“  | 崑崙之仙窟   | „Kunlun Berghöhle“                   | Juryfrei          |
| 1919 | 1. „Teiten“            | „Shinsen“             | 神泉         | „Götterbrunnen“                      | Sonderauswahl     |
| 1920 | 2. „Teiten“            | „Monju bosatsu“       | 文殊菩薩     | „Manjushri“                          | juryfrei          |
| 1921 | 3. „Teiten“            | „Densetsu no fuchi“   | 伝説の淵     | „Legendäre Untiefe“                  | 帝展推薦となる    |
| 1922 | Heiwa kinen hakurankai | „Zantō“               | 残燈         | „Restlicht“                          |                   |
| 1925 | 6. „Teiten“            | „Ame no manai“        | 天の真名井   | „Himmlisches Manai“                  |                   |
| 1926 | 7. „Teiten“            | „Kōka“                | 業火         | „Höllenfeuer“                        | und andere        |
| 1928 | 9. „Teiten“            | „Sangetsu todoke ame“ | 山月滞雨     | „Bergmond-Regenfall“                 |                   |
| 1930 | 11. „Teiten“           | „Soun kagotsuki“      | 澹雲籠月     | „Wölen und Korbmond“                 |                   |
| 1932 | 13. „Teiten“           | „Gyōjitsu“            | 暁日         | „Vor Sonnenaufgang“                  |                   |
| 1934 | 15. „Teiten“           | „Kōki“                | 明暉         | „Sonnenaufgang“                      |                   |
| 1935 | „Shin-Bunten“          | „Akatsukisan kumo“    | 暁山雲       | „Wolken am morgendlichen Berg“       |                   |
| 1937 | 2. „Shin-Bunten“       | „Hakuun kenjo“        | 白雲巻舒     | „Hakuun Gewand“                      |                   |
| 1938 | 3. „Shin-Bunten“       | „Gōma“                | 降魔         | „Dämonen“                            |                   |
| 1941 | 5. „Shin-Bunten“       | „Tekikoku kōfuku“     | 敵国降伏     | „Kapitulation der Gegenmacht“        |                   |
| 1942 | 6. „Shin-Bunten“       | „Reikō I hachiara“    | 洽光威八荒   | „?“                                  |                   |